# Puente de Los Remedios (Sevilla)
El puente de Los Remedios se encuentra en Sevilla (Andalucía, España) y atraviesa el río Guadalquivir desde el Paseo de las Delicias al barrio de Los Remedios.

## Localización
El siguiente puente hacia el norte es el Puente de San Telmo y el más cercano hacia el sur es el Puente de las Delicias. En su recorrido, el Paseo de las Delicias alberga una glorieta dedicada al marino Juan Sebastián Elcano. Es en este punto donde el puente comunica con la glorieta de las Cigarreras del barrio de Los Remedios, que se encuentra cerca de la calle Virgen de Luján.

## Descripción
Se trata de un puente viga, obra del ingeniero Carlos Fernández Casado.
El vano del puente se sostiene por cuatro filas de pilas, donde tres de estas 4 filas son de ocho pilares (una sobre la orilla sur y dos sobre la orilla norte), mientras que la otra fila consta de seis pilares dispuestos en medio del río.
En cuanto a su funcionalidad, con una anchura total de 29 m, el puente facilita seis carriles abiertos a la circulación (tres en cada sentido), una medianera, dos aceras para peatones y dos carriles-bici, uno en cada sentido.

## Historia
A finales de la década de 1950 y 1960, Sevilla sufrió un importante crecimiento de población, lo que hizo que a su vez el tamaño de la ciudad también creciera de tal modo que surgió la necesidad de crear nuevas vías de entrada a la misma.
Los primeros estudios para realizar el puente comenzaron en 1956 aunque las obras comenzaron en los años 60. La obra duró año y medio (6 meses menos de lo previsto) y costó 257 millones de pesetas. Fue inaugurado por Francisco Franco el 23 de junio de 1968. Esto se debió a una visita que realizó a Sevilla y que duró 3 días. En dicha visita también inauguró un tramo de la Nacional IV de Sevilla a Dos Hermanas.
En un principio se llamó Puente del Generalísimo, en honor al general y dictador Francisco Franco, que ejerció la jefatura del Estado hasta 1975. En el año 2000, con un gobierno del PSOE en el Ayuntamiento, el puente sería re-bautizado con su actual nombre.